# 曲芸家族
『曲芸家族』（サーカスファミリー）は、みさき速による日本の漫画。『週刊少年チャンピオン』（秋田書店）において連載され、現在は休載扱いになっている。単行本は全4巻。

## あらすじ
中学1年の一堂天はスチャラカな両親とともに川原でテント生活を送っていた。ところがある日、突然両親が失踪してしまい、代わりに天の前に現れたのは自分の祖父だと名乗る怪しげなサーカス団の団長で……。

## 登場人物
一堂 天（いちどう てん）
主人公。2歳から小学6年生まで川原でテント生活をしていた中学1年生。一人称は「俺」。現実主義者。サラリーマン家庭を築くことを夢見ていた。ある日、サーカス団に連れ去られ、そこで自分そっくりの2人の美少女に出会う。やがて彼女たちが姉と妹であり、しかも三つ子であるということも知らされ、成り行きでサーカス団の雑用をこなすこととなる。本人は否定しているが、姉と妹に恋心を抱いている。
一堂 円（いちどう えん）
天、輪の姉。天のことを天と呼び捨てで呼ぶ。男勝りでしっかりしている。力は結構強い。
一堂 輪（いちどう りん）
円、天の妹。天のことを天ちゃんと呼ぶ。天然ボケ。姉と同じく力が結構強い。
団長（だんちょう）
サーカス団の団長で円、天、輪の祖父。
井佐 ユウジ（いさ）
サーカス団の花形。22歳。女友達、女性ファンが多い。普段は外道な一面が目立つ。サーカスの腕は一流。幽霊の笹目をいじめたがる。
皇 マチコ（すめらぎ マチコ）
サーカス団の花形。18歳。苦悩する天の顔、天の両親に似た顔を見るのが好き。
重（かさね）
サーカス団の番犬でピエロ。なぜか首には首輪を付けている。人間ではあるが、なぜか番犬と呼ばれている。
笹目 千鶴（ささめ ちづる）
2年前、19歳の時に薬物中毒者の通り魔に刺されて死亡したが、生前、付き合っていた井佐のことが忘れられず成仏できずにいる。幽霊になってからも井佐のことを思い続けているが、井佐の卑劣な対応で成仏できずにいる。
禾理・ユスターシュゲルトレード・ツェレ（かいり）
サーカス団の調教師。サーカスの公演中は動物ショーもするが副業で占いもやっている。生まれつき動物と会話ができ、男と間違えるほどの貧乳。
土尉 清志郎（どい せいしろう）
腹話術師。元医者でドクターと呼ばれている。妻を亡くしたことで生命に携わる仕事ができなくなり、芸人になった。サーカスの公演がない時は各地の施設を慰問で訪れている。サーカスの中では一番まともそうだが、謎の多い人物。
呪三郎（じゅさぶろう）
清志郎が腹話術に使う人形で、かなりの毒舌家で普段のかわいい顔からは想像もできない度を越えたいたずらをすることもある。なぜか腹話術師の清志郎の意思とは関係のない言動が見られる。
美好 聖明（みよし しょうめい）
天の小学校からの友人。頼りがいがあり、天も小学生の時は色々助けられている。クラス委員で金持ち。女子にも人気がある。しかし、円、天、輪の三つ子の出現により眠っていた「人間を剥製にして自分のコレクションにしたい」という収集魂が目覚めてしまい、頼りになる友人から円、天、輪の命を狙う変態に変わってしまった。